# 豪萨城邦

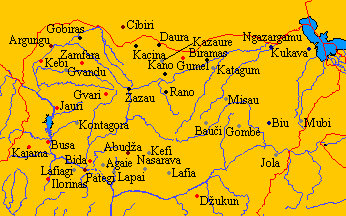
豪萨城邦分布图。红边为现代国界。

豪萨城邦，又称豪萨诸王国、豪萨兰，是指11世纪—13世纪豪薩人建立的一系列城邦，這些城邦位于尼日尔河和乍得湖之间，即現今尼日利亚北部和尼日尔南部。這些城邦完全独立，並沒有形成統一的國家。16世纪后，共有7個城邦被視為豪萨城邦。7个豪萨城邦虽然有着相同的血统、语言和文化，但各邦之间的關係並不友好。這些城邦互相交戰，甚至和外來侵略者合作打擊其他城邦。 19世纪中叶，豪萨城邦被富拉尼帝国统一。